# نقی‌آباد (اسفراین)
نقی‌آباد (اسفراین)، روستایی از توابع بخش مرکزی شهرستان اسفراین در استان خراسان شمالی ایران است.

## جمعیت
این روستا در دهستان زرق آباد قرار دارد و براساس سرشماری مرکز آمار ایران در سال ۱۳۸۵، جمعیت آن ۲۸۵ نفر (۶۷خانوار) بوده‌است.